# میدان نفتی قلعه‌نار
میدان نفتی قلعه‌نار از میادین نفتی ایران است، که در استان خوزستان، در فاصله ۳۰ کیلومتری از شمال اندیمشک واقع است. طول این میدان ۱۸ کیلومتر و عرض آن ۳ کیلومتر است، که از شمال با میدان نفتی لب سفید و از جنوب با میدان نفتی کبود همجوار است. هم‌اکنون ظرفیت تولید نفت خام این میدان به‌طور متوسط معادل ۲۵ هزار بشکه در روز است.
میدان قلعه‌نار در سال ۱۳۵۴ توسط شرکت آسکو کشف شد، ولی تولید نفت از آن در سال ۱۳۷۲ آغاز گردید و از سال ۱۳۹۳ نیز تزریق گاز در مخزن آسماری این میدان آغاز شد. میدان نفتی قلعه‌نار از میادین تحت مدیریت شرکت ملی مناطق نفت‌خیز جنوب است، که عملیات تولید از آن توسط شرکت بهره‌برداری نفت و گاز مسجدسلیمان انجام می‌گیرد.